# Picture This (Blondie)
Picture This è un singolo del gruppo musicale statunitense Blondie, pubblicato nel 1978 ed estratto dall'album Parallel Lines.
La canzone è stata scritta da Chris Stein, Deborah Harry e Jimmy Destri.

## Tracce
- 7"

1. Picture This
2. Fade Away and Radiate